# Raritebe
Raritebe  es un género monotípico de plantas con flores de la familia de las rubiáceas. Su única especie, Raritebe palicoureoides Wernham (1917), es nativa de Centroamérica hasta el norte del Perú.

## Descripción
Es un árbol o arbusto que alcanza un tamaño de hasta 4 m de alto, seríceos a glabrescentes; planta hermafrodita. Las hojas opuestas, elípticas a oblanceoladas, de 12–33 cm de largo y 4–16 cm de ancho, el ápice agudo a acuminado, la base aguda a cuneada, papiráceas a cartáceas, nervios secundarios con 10–18 pares, sin domacios; pecíolos de 5–30 mm de largo; estípulas interpeciolares, caducas o persistentes, triangulares, 10–15 mm de largo, agudas. Las inflorescencias son terminales, paniculadas, piramidales, de 6–8 cm de largo y 3–9 cm de ancho, con pedúnculos de 0.5–8 cm de largo, brácteas reducidas o ausentes, pedicelos 2–10 mm de largo, flores homostilas, en címulas de 3–11; limbo calicino 1–2 mm de largo, 4–5-denticulado; la corola hipocrateriforme, externamente pubérula, papilosa a pilosa en la garganta, blanca a amarillo pálida, tubo 5–7 mm de largo, lobos 5, angostamente triangulares, valvares, 3–5 mm de largo; ovario 2-locular, óvulos numerosos por lóculo. Frutos abayados, subglobosos, 3–5 mm de diámetro, carnosos; semillas angulosas.

## Distribución y hábitat
Es una especie rara en los bosques húmedos, desde Nicaragua a Colombia y Perú.

## Taxonomía
Raritebe palicoureoides fue descrita por Herbert Fuller Wernham y publicado en Journal of Botany, British and Foreign 55: 337, en el año 1917.
Subespecies aceptadas
- Raritebe palicoureoides subsp. dwyerianum J.H.Kirkbr.
- Raritebe palicoureoides subsp. palicoureoides

Sinonimia
subsp. dwyerianum J.H.Kirkbr.
- Bertiera colombiana Standl. ex Steyerm.
- Bertiera panamensis Standl.
- Coussarea colonis Standl.
- Coussarea euryphylla Standl.
- Dukea blumii Dwyer
- Dukea darienensis Dwyer
- Dukea euryphylla (Standl.) Dwyer
- Dukea panamensis Dwyer
- Dukea trifoliata Dwyer & M.V.Hayden
- Dukea victoriae Dwyer
- Raritebe axillare C.M.Taylor
- Raritebe blumii (Dwyer) Dwyer
- Raritebe darienensis (Dwyer) Dwyer
- Raritebe euryphyllum (Standl.) Dwyer
- Raritebe trifoliatum (Dwyer & M.V.Hayden) Dwyer
- Raritebe victoriae (Dwyer) Dwyer[5]

subsp. palicoureoides
- Coussarea chariantha Standl.
- Dukea chariantha (Standl.) Dwyer
- Ixora escalerae Standl.[6]